# Heteropogon triticeus
Heteropogon triticeus är en gräsart som först beskrevs av Robert Brown, och fick sitt nu gällande namn av Otto Stapf och William Grant Craib. Heteropogon triticeus ingår i släktet Heteropogon och familjen gräs. Inga underarter finns listade i Catalogue of Life.